# Richard Webster
Richard Edward Webster (Morriston, 9 luglio 1967) è un ex rugbista a 15 gallese che giocava nel ruolo di terza linea.
Ha indossato la maglia della Nazionale gallese per la prima volta il 9 giugno 1987 contro l'Australia (22-21 per i gallesi).

Ultima presenza con la nazionale il 20 marzo 1993 contro la Francia (26-10 per i francesi).
A fine carriera passò al rugby a XIII, giocando per i Salford City Reds e disputando la coppa del mondo di specialità nel 1995.